# Anna Ticho

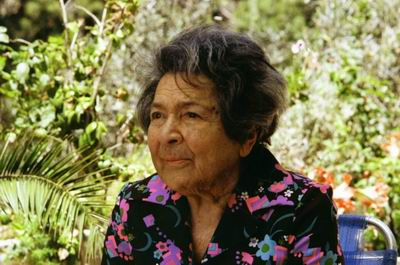
Anna Ticho, 1978

Anna Ticho, hebräisch אנה טיכו (geboren 27. Oktober 1894 in Brünn, Österreich-Ungarn; gestorben 1. März 1980 in Jerusalem) war eine israelische Malerin.

## Leben
Anna Ticho war eine Tochter des Pinchas Ticho und der Berta Braun. Im Alter von 15 Jahren begann sie an einer Kunstschule in Wien, die von Ernst Nowak geleitet wurde, zeichnen zu lernen. Im Jahr 1912 wanderte sie gemeinsam mit ihrer Mutter nach Mutesarriflik Jerusalem in Palästina aus, das damals zum Ottomanischen Reich gehörte. Dabei folgte sie ihrem Cousin und Verlobten, dem Augenarzt Avraham Albert Ticho (1883–1960), der wenige Monate zuvor nach Palästina gegangen war. Das Paar heiratete am 7. November 1912 in Jerusalem. Anna Ticho arbeitete als Assistentin ihres Mannes in der von ihm eröffneten Augenklinik.
Während des Ersten Weltkriegs mussten die Tichos Jerusalem verlassen und gingen im Dezember 1917, nur wenige Tage vor der Eroberung Jerusalems durch die Briten, nach Damaskus. In Damaskus erkrankte 
Anna Ticho an Typhus. Während ihrer Genesung begann sie wieder künstlerisch tätig zu werden und malte vor allem Landschaften. Im Dezember 1918 konnte die Tichos schließlich nach Jerusalem zurückkehren.
Im Jahr 1924 erwarben die Tichos in Jerusalem ein großes, von einem Garten umgebenes Haus, in dem sie lebten und arbeiteten. Das Anwesen war um 1864 vermutlich für die Nashashibis, eine in Jerusalem wichtige Familie, errichtet worden und wurde zuvor von dem Antiquitätenhändler und Fälscher Wilhelm Moses Shapira bewohnt. Das Haus der Tichos entwickelte sich zu einem Treffpunkt von Künstlern, Schriftstellern und anderen Intellektuellen wie auch von Lokalpolitikern und Mitgliedern der britischen Mandatsverwaltung. Am Ende ihres Lebens vermachte Ticho das Haus, ihre Kunstsammlung, die auch viele ihrer eigenen Werke enthielt, sowie die große Judaika-Sammlung ihres Mannes der Stadt Jerusalem. Mittlerweile fungiert das Ticho-Haus als Teil des Israel-Museums.

## Schaffen
Als Ticho in den 1930er Jahren wieder zu malen und zeichnen begann, beeinflussten das dramatische Licht und die landschaftlichen Kontraste des Nahen Ostens nachhaltig ihr künstlerisches Schaffen. In dieser Zeit schuf sie zahlreiche unverwechselbare Zeichnungen der Jerusalemer Berge sowie Porträts.
Ticho hatte mehrere Einzelausstellungen im Palästina der Mandatszeit sowie in Europa während der 1920er, 1930er und 1940er Jahre, gefolgt von einer noch größeren Zahl von Einzelausstellungen nach dem Zweiten Weltkrieg. Heute finden sich Tichos Zeichnungen und Aquarelle in zahlreichen wichtigen Museen rund um die Welt.

## Preise
- 1970 erhielt Ticho den Preis Yakir Yerushalayim (wörtlich: würdige Bürger Jerusalems).[8]
- 1980 erhielt sie den Israel-Preis für Malerei.[9]